# Mexoleon papago
Mexoleon papago är en insektsart som först beskrevs av Philip J. Currie 1899.  Mexoleon papago ingår i släktet Mexoleon och familjen myrlejonsländor. Inga underarter finns listade i Catalogue of Life.